# Wilfrid Fox Napier

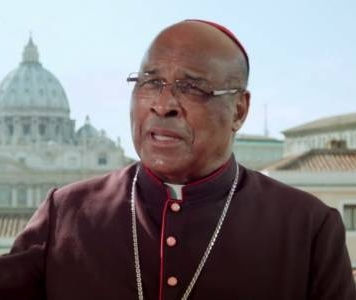
Wilfrid Kardinal Napier in Rom (2018)

Kardinalswappen

Wilfrid Fox Kardinal Napier OFM (* 8. März 1941 in Matatiele, Kapprovinz, heute Ostkap) ist ein südafrikanischer Ordensgeistlicher und emeritierter römisch-katholischer Erzbischof von Durban.

## Leben
Wilfrid Fox Napier trat nach seiner Schulzeit in den Franziskanerorden ein und studierte Katholische Theologie und Philosophie an der Katholischen Universität Leuven. Nach seiner Priesterweihe im Jahre 1970 lernte er Xhosa und arbeitete als Seelsorger in Lusikisiki und Tabankulu.
Von 1978 bis 1980 war er Apostolischer Administrator und von 1980 bis 1992 Bischof von Kokstad. Am 28. Februar 1981 spendete ihm der Erzbischof von Durban, Denis Eugene Hurley, die Bischofsweihe; Mitkonsekratoren waren Weihbischof Dominic Joseph Chwane Khumalo und der Bischof von Umtata, Andrew Zolile T. Brook.
Als Bischof von Kokstad war er sieben Jahre lang Präsident der Südafrikanischen Bischofskonferenz und machte sich in der Umbruchphase des Landes von der Apartheid hin zur Demokratie als geschickter Verhandlungsführer einen Namen.
Am 29. März 1992 ernannte ihn Papst Johannes Paul II. zum Erzbischof von Durban. Von 1994 bis 2008 war er Apostolischer Administrator des Bischofssitzes von Umzimkulu. Seit 2001 gehört Wilfried Fox Napier als Kardinalpriester mit der Titelkirche San Francesco d’Assisi ad Acilia dem Kardinalskollegium an.
Am 14. Februar 2009 ernannte ihn Papst Benedikt XVI. zum delegierten Präsidenten der im Oktober desselben Jahres stattfindenden Sonderversammlung für Afrika der Bischofssynode.
Wilfried Fox Napier ist Mitglied des Souveränen Malteser Ritterordens und Mitglied der Brotherhood of Blessed Gérard, der südafrikanischen Hilfsorganisation des Malteserordens.
Papst Franziskus stellte ihm als Erzbischof von Durban am 9. Dezember 2018 Abel Gabuza als Koadjutor zur Seite, der aber am 17. Januar 2021 nach einer SARS-CoV-2-Infektion verstarb. Am 9. Juni 2021 nahm Papst Franziskus das von Wilfrid Fox Napier aus Altersgründen vorgebrachte Rücktrittsgesuch an.

## Mitgliedschaften
Kardinal Napier war Mitglied folgender Dikasterien der Römischen Kurie:
- Kongregation für die Evangelisierung der Völker (2001–2021)[5]
- Kongregation für die Institute geweihten Lebens und für die Gesellschaften apostolischen Lebens (2001–2021[5][6])
- Päpstlicher Rat für die Pastoral im Krankendienst (2012–2017)[7]
- Päpstlicher Rat für die Kultur (2007–2021)[8]
- Vatikanischer Wirtschaftsrat (2014–2020)[9]